# Damian Vulpe
Damian Vulpe (* 19. Mai 1938 in Reșița, deutsch Reschitz, Königreich Rumänien) ist ein rumänischer Chorleiter, Musikwissenschaftler, Musikkritiker und Musikpädagoge.

## Leben
Damian Vulpe ist Enkel des Volkskundlers und Schriftstellers Alexander Tietz, sowie mütterlicherseits Enkel des Komponisten und Dirigenten Peter Rohr. Vulpe studierte von 1955 bis 1960 an der Nationalen Musikuniversität Bukarest bei Ion Vicol und Dumitru D. Botez. Vulpe nahm 1971 am internationalen Chorleiter-Seminar in Ost-Berlin teil. 1976 belegte er im Sommer einen Dirigentenkurs in Weimar mit Kurt Masur, sowie 1983 einen Dirigentenkurs in Sinaia mit Constantin Bugeanu. Er lehrte zwischen 1960 und 1961 am Pädagogischen Lyzeum „D. Țichindeal“ in Arad. Am Pädagogischen Institut Timisoara war er zwischen 1961 und 1964 „şef de cabinet“, von 1964 bis 1973 Assistent, von 1973 bis 1979 Dozent, von 1990 bis 1994 außerordentlicher Professor und ab 1994 Professor und Dekan der Fakultät für Musik der Universität des Westens Timișoara. Er lehrte von 1979 bis 1980 Musik auch an der „Şcoala Generală nr. 19“.
Vulpe leitete unter anderem den Chor des Kulturhauses der Gewerkschaften von Reșița (1964–1969), den Chor des Temeswarer Pionierpalasts (1961–1962), den Chor der Lehrergewerkschaft Carmine Dacica din Timişoara (1980–1984), den Chor der Genossenschaft Higiena (1980–1989), den Chor und das Kammerorchester der Timișoaraer Universität (1987–1989), aber auch den Chor der Banater Philharmonie und der Staatsoper Timișoara (1980–1991) sowie den Schubert-Chor Temeswar (1985–1987). Nach der Rumänischen Revolution 1989 gründete und leitete er 1990 den Kammerchor der Musikfakultät Timișoara (Camerata Academica Timisiensis). 1996 leitete Vulpe als erster Dekan die neu gegründete Musikfakultät im Rahmen der Universität des Westens Timișoara. 2004 promovierte er hier in Musikwissenschaft.

## Veröffentlichungen (Auswahl)
Vulpe veröffentlichte außer regelmäßigen Kritiken und Chroniken zum täglichen Musikgeschehen im Banat auch zahlreiche didaktische Studien und Arbeiten oder Monografien über die Musiker Georg Philipp Telemann, Alma Cornea-Ionescu und Iosif Velceanu. Er veröffentlichte Artikel, Rezensionen und Kritiken in den Publikationen Muzica, Actualitatea Muzicală, Contemporanul, Cultura Naţională, Neuer Weg und Allgemeine Deutsche Zeitung für Rumänien (Bukarest), Flamura Roșie, Flamura, Caraș-Severinul und Reflex (Reșița), Foaia Dieceziană (Caransebeș), Drapelul Roșu, Renașterea Bănățeană, Timișşoara, Meridianul Timişoara, Realitatea Bănățeană, Ecou 17, Timisiensis, Forum, Dialog Liberal, Naša Reèc, Szabad Szó, Banatske Novine und Neue Banater Zeitung (Timişoara) und Banater Post (München).
- Telemann, mit Ladislau Füredi, Editura muzicală a uniunii compozitorilor, 1971, 181 S.
- Alma Cornea-Ionescu – O viaţă dăruită pianului, Timișoara, Editura Tempus, 1971
- Iosif Velceanu – un entuziast propagator al culturii şi muzicii româneşti, Timișoara, Editura Eurobit, 1996
- Mitarbeit an Corala camerata - Academia Timisiensis, Timișoara,  1996, 2002
- Josef Tietz, Timișoara, 2006
- Două decenii de activitate, Timişoara, Editura Filarmonicii, 1967;
- Douăzeci de ani de activitate a corului, Timișoara, Editura Filarmonicii, 1975 (în colaborare);
- Iosif Velceanu. In: Studii muzicologice Ausgabe 12, Bukarest, 1976
- Orchestra muncitorilor reșițeni, în: Studii muzicologice Ausgabe 17, Bukarest, 1983
- Folclorul românesc în creaţia lui Béla Bartók. In: Calendarul românesc, Gyula/Ungarn, 1993
- Singspielurile şi operele lui W. A. Mozart la Timișoara. In: Artes, Iași, Ausgabe 1, 1995
- Ion Vidu şi fascinaţia corului, mit Ion Românu. In: Timisiensis, Timișoara, Ausgabe 2, 1996
- Muzicieni cehi şi slovaci în Banatul montan. In: Anale, Timișoara, Ausgabe 1, 1997
- Zur Geschichte der Temeswarer Musikschulen und Konservatorien. In: Beiträge zur südosteuropäischen Musikgeschichte, Edition Musik Südost, München, 2001
- Missa „Jubilei“, o creaţie a unui muzician din Banatul montan. In: Studii de imnologie, Timișoara, Editura Mirton, 2002
- Margareta Hetz-Cocora. Ein Leben dem Klavier gewidmet. In: Echo der Vortragsreihe, Ausgabe 6, 2002
- Învățămăntul muzical Timișorean cu Școlile lui, April 2011